# Bonea (Vico Equense)
Bonea è una frazione del comune di Vico Equense, nella città metropolitana di Napoli.

## Geografia fisica
Posto in una zona prevalentemente collinare, a pochi passi dal centro di Vico che dista circa 600 metri, è la seconda frazione per distanza dal centro, dopo quella di Pietrapiana.

## Storia
L'antico borgo di Bonea, deriva dal nome della divinità “Bona Dea”, raffigurata anche in alcune monete pestane, ove diffonde denaro da una cornucopia.
Bonea, si arrocca attorno alla parrocchia San Giovanni Evangelista, nota anche come “Chiesa di Santa Maria Visita Poveri”, risalente al 1487, dentro questa chiesa vi è un noto dipinto del 1609, dell’artista Cesare Calise, ritraente la Vergine che dalla mano sinistra lasciava cadere monete d’oro, mentre con la destra reggeva una lunga croce processionale.

## Monumenti e luoghi d'interesse
- Chiesa di San Giovanni Evangelista, risalente al 1487
- Confraternita del SS. Rosario, risalente al 1600

## Infrastrutture e trasporti

### Strade
Bonea è prevalentemente attraversata dalla salita di via Raffaele Bosco e da via Bonea, è raggiungibile dal servizio EAV circolare sinistra del comune.